# 卡条错
卡条错（藏語：ཁ་ཐིའོ་མཚོ།，威利转写：kha thi'o mtsho，THL：Khatio Tso）位于中国西藏自治区阿里地区改则县境内，地处改则县西部。湖面海拔4940米，面积16.6平方公里。湖区气候干寒，年均气温-6～-4℃，年均降水量75～100毫米。湖水主要依靠北部入湖的百泉河补给。